# Fatoto
Fatoto – miejscowość w Gambii w dywizji Upper River, ok. 1,5 tys. mieszkańców (stan z roku 2006). Fatoto leży na wschodnim krańcu Gambii, około 35 kilometrów na wschód od Basse Santa Su u zbiegu dwóch najważniejszych tras łączących dywizję Upper River z resztą kraju: South Bank Road i North Bank Road.
Ważnym wydarzeniem w życiu lokalnej społeczności jest targ (tzw. lumo), odbywający się w każdą sobotę w pobliskiej wsi Lamwe.